# Moti Giladi

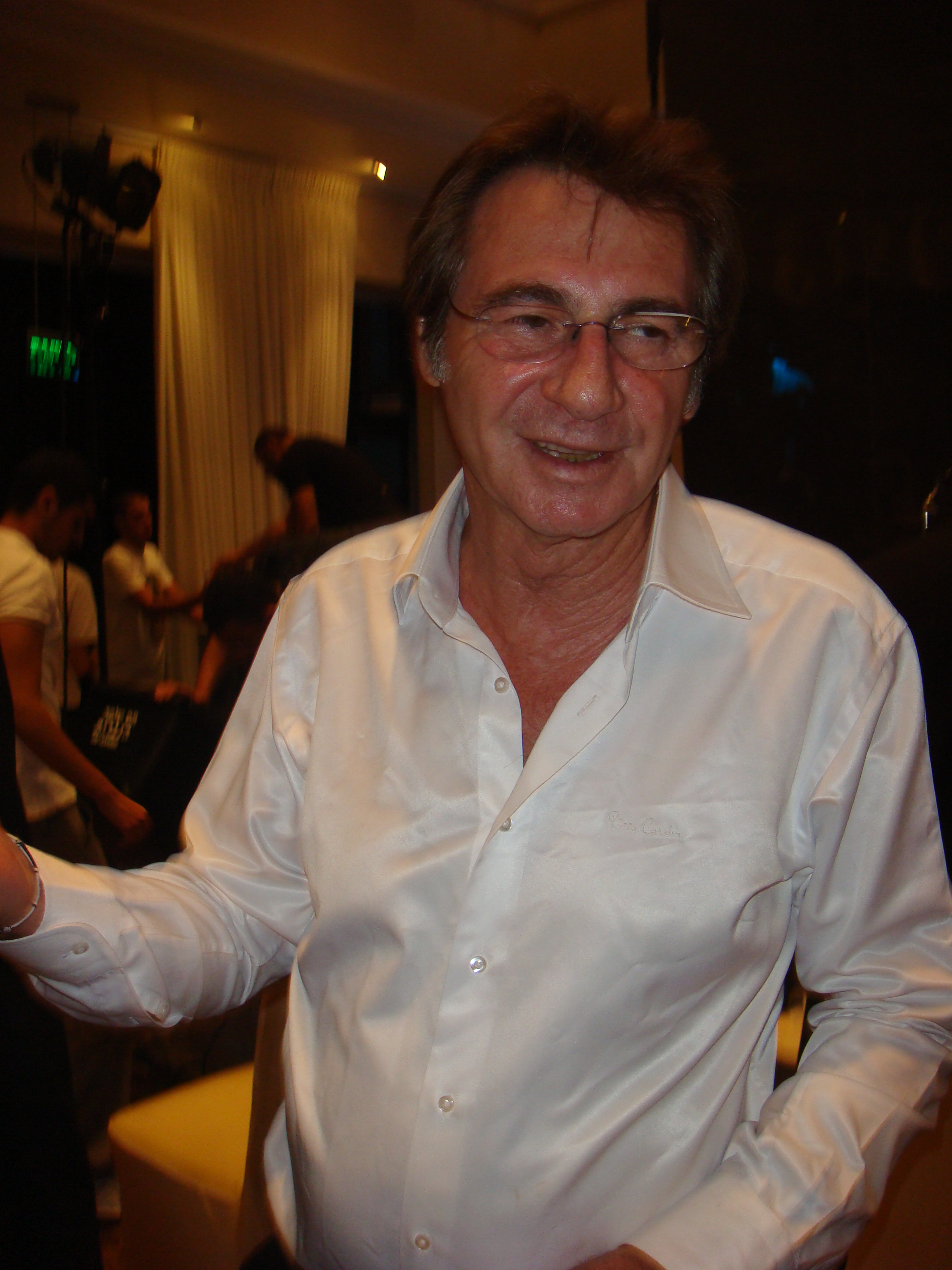
Moti Giladi (2010)

Mordechai "Moti" Giladi (hebräisch מרדכי גלעדי; * 18. Dezember 1946) ist ein israelischer Sänger und Schauspieler.

## Leben und Wirken
Sein erstes Album erschien 1969 nach seiner Militärzeit. In den 1970er Jahren verweilte er in den Vereinigten Staaten und betätigte sich als Chasan einer jüdischen Gemeinde. In den 1980er Jahren kehrte er zurück und war neben dem Singen auch als Stimmenimitator bekannt. Zusammen mit Sarai Tzuriel war er Sieger des israelischen Vorentscheids und durfte daher beim Eurovision Song Contest 1986 in Norwegen für sein Land antreten. Mit dem Poptitel Yavoh yom musste sich das Duo jedoch mit dem zweitletzten Platz zufriedengeben.
Seit den 1990er Jahren ist Giladi überwiegend als Schauspieler zu sehen. Er tritt im Fernsehprogramm und auch im Theater auf.